# Capáez (Hatillo)
Capáez es un barrio ubicado en el municipio de Hatillo en el estado libre asociado de Puerto Rico. En el Censo de 2010 tenía una población de 4231 habitantes y una densidad poblacional de 555,83 personas por km².

## Geografía
Capáez se encuentra ubicado en las coordenadas 18°27′40″N 66°48′45″O / 18.46111, -66.81250. Según la Oficina del Censo de los Estados Unidos, Capáez tiene una superficie total de 7.61 km², que corresponden a tierra firme.

## Demografía
Según el censo de 2010, había 4231 personas residiendo en Capáez. La densidad de población era de 555,83 hab./km². De los 4231 habitantes, Capáez estaba compuesto por el 83.79% blancos, el 5.86% eran afroamericanos, el 0.38% eran amerindios, el 0.02% eran asiáticos, el 7.28% eran de otras razas y el 2.67% pertenecían a dos o más razas. Del total de la población el 98.98% eran hispanos o latinos de cualquier raza.